# Dohan (Bouillon)
Dohan, Dohan-sur-Semois (wa. Dôhan) – dzielnica (section) miasta Bouillon w Belgii, w Regionie Walońskim, w prowincji Luksemburg, w okręgu Neufchâteau. 1 stycznia 2020 roku liczyła 179 mieszkańców. Do 31 grudnia 1976 r. samodzielna gmina. 